# Batalha de Corinto (146 a.C.)
A Batalha de Corinto, também chamada de Saque de Corinto ou Cerco de Corinto, foi travada entre a República Romana e as forças da antiga cidade grega de Corinto e seus aliados da Liga Aqueia em 146 a.C. e que resultou na destruição completa da cidade. Esta batalha marcou o fim da independência grega e o início da dominação romana na história grega.

## Contexto
Em 146 a.C., os romanos finalmente derrotaram e destruíram seus principais rivais no Mediterrâneo, os cartagineses, e passaram os meses seguintes provocando os gregos com o objetivo de forçar uma guerra que consolidaria sua posição na região. Dião Cássio relata que foi a Liga Aqueia quem começou o conflito no inverno de 146 a.C. ao se rebelarem contra a crescente influência romana nos assuntos internos dos gregos. Marchando da província da Macedônia, os romanos derrotaram o primeiro exército aqueu comandado por Cristolau de Megalópolis na Batalha de Escarpeia e avançaram sem resistência até Corinto.
O cônsul romano Lúcio Múmio, com 23 000 infantes e 3 500 cavaleiros (provavelmente duas legiões e auxiliares) e mais aliados cretenses e pergamenses avançaram pelo Peloponeso atacando todas as cidades aliadas da Liga Aqueia. O general Dieu (em latim: Diaeus) acampou em Corinto com 14 000 infantes e 600 cavaleiros (e, provavelmente, os sobreviventes do exército derrotado em Escarpeia) e conseguiu realizar um ataque surpresa ao acampamento da vanguarda romana, infligindo pesadas perdas.
Encorajados pelo sucesso, os gregos se perfilaram para o combate no dia seguinte, mas a cavalaria grega, em grande inferioridade numérica, não esperou pela carga da cavalaria romana e rapidamente se dispersou. A infantaria aqueia, porém, conseguiu manter suas posições contra o ataque das legiões até que uma unidade especial de 1 000 legionários atacou seu flanco e conseguiu romper a formação grega, forçando os aqueus a recuarem para dentro da muralha de Corinto. Nenhuma defesa foi organizada por que o general Dieu fugiu para a Arcádia, deixando a cidade indefesa. Corinto foi sistematicamente destruída pelo exército romano e todos os seus tesouros e obras de arte foram saqueados e levados para Roma. A aniquilação completa da cidade, o mesmo destino de Cartago, foi um ponto de inflexão na política romana em relação aos gregos.
Apesar das evidências arqueológicas de alguma ocupação humana mínima nos anos seguintes, Júlio César refundou a cidade com o nome de "Colonia Laus Iulia Corinthiensis" em 44 a.C., pouco antes de ser assassinado.